# 이현일
이현일(李玄逸, 1627년 1월 11일 - 1704년 10월 3일)은 조선시대 후기의 남인 중신 문신, 정치인, 유학자이다. 조선 현종, 숙종 때의 남인 중진으로 남인의 이론가이자 영남학파의 거두이며 이황(李滉)의 학통을 계승한 대표적인 산림(山林)으로 꼽힌다. 이현일은 경상북도 영해(寧海)에서 태어났으며, 이황의 적통인 류성룡, 김성일의 학통을 모두 이은 퇴계학파의 적통인 외조부 장흥효와 중형 이휘일을 사사하였다. 1646년(인조 24)과 1648년(인조 26)의 초시에 모두 합격하였으나 벼슬에 나아갈 뜻이 없어 복시를 단념하였다. 그 뒤 1668년 과거에 응시했으나 낙방한다.
학문 연구에 전념하며 1652년(효종 3)에는 형 이휘일의 《홍범연의(洪範衍義)》 저술에 참여하였다. 1666년(현종 7) 영남 유생을 대표하여 송시열(宋時烈)·송준길·김수항 등의 기년복 예론을 비판하는 소를 올렸다.
숙종 초에 학행(學行)으로 미수 허목(眉叟許穆)과 백호 윤휴 등의 추천을 받고 지평에 특채되었나 견해를 다소 달리하였다. 좨주(祭酒)·예조참판을 거쳐 대사헌을 지냈다. 그 후 이조참판으로서 세자시강원찬선(贊善)이 되고 벼슬이 이조판서에 이르렀다. 일찍이 조사기(趙嗣基)의 죄를 구원하려 하다가 함경북도 홍원군(洪原)으로 귀양 갔으나, 서인 사헌부장령 안세징(安世徵) 등의 계속된 핵청(覈請)으로 종성군에 이배됐다가 곧 석방되었다.
예송 논쟁 당시 남인의 이론가로 출사하였으나 허목, 윤휴 등 북인계 근기남인과는 견해를 다소 달리하였다. 1689년 기사환국으로 남인이 집권하면서 영남 남인과 퇴계학파의 정치적 학문적 입지 확대에 중심적 역할을 했다. 1694년(숙종 20년) 갑술옥사로 남인이 몰락하면서 유배되었다가 1699년 방귀전리되었다. 영남학파(嶺南學派)의 거두로 이황의 학통을 계승해 이황의 이기호발설(理氣互發說)을 지지하고 이이(李珥)의 학설을 반대하였다. 후에 이이의 견해를 논파하는 견해를 짓기도 했다. 서인과 노론의 종주인 이이의 학설을 정면 비판한 덕에 관직과 사후에 내린 시호를 여러번 거두어 들이기까지 했으며 문집을 간행했을 때 관할 수령을 파면시키고 문집들은 수거하여 불살랐다. 그 뒤 추탈과 복권을 반복하다가 1909년에 가서야 복권되었다.
저서로는 《갈암집(葛庵集)》,《홍범연의(洪範衍義)》 등이 있다. 본관은 재령(載寧)으로 자는 익승(翼升), 호는 갈암(葛庵), 시호는 문경(文敬)이다. 석계 이시명과 음식디미방의 저자인 장계향의 아들이다. 외할아버지 장흥효와 중형 이휘일의 문인.

## 생애

### 생애 초반

#### 출생과 젊은 시절
갈암 이현일은 1627년 1월 11일 경상북도 영해군(寧海郡) 창수면 인량리(仁良里, 현 경상북도 영덕군 창수면 인량리) 나라골의 자운정 자택에서 출생하였으며, 할아버지는 의령 현감(宜寧縣監)을 지낸 이함(李涵)이고, 아버지는 학자이며 참봉을 지낸 석계(石溪) 이시명(李時明)이며, 어머니는 정부인 안동 장씨로 알려진 안동장씨(安東張氏) 장계향(張桂香)으로 유학자 경당(敬堂) 장흥효(張興孝)의 딸이다. 역시 학자인 존재(存齋) 이휘일(李徽逸)의 아우이다. 그가 태어난 나라골은 그의 직계 후손들이 살고 있다.
어머니 정부인 안동 장씨는 음식디미방의 저자인데, 음식 솜씨가 소문을 타고 영남 사대부가 부인 중 저명인사가 되기도 했다. 장계향은 영남 남인들 사이에서 덕망높은 어머니의 전형으로 추앙받는 인물이기도 했다. 후일 이현일은 내가 평소 노둔한데도 남에게 야비한 말과 비열한 행동과 버릇없는 말을 하지 않은 것은 모두 어머니의 덕택이라 하였다.
그의 형제들 중 둘째 형인 이휘일은 아들이 없던 삼촌 이시성의 양자로 출계하였다. 갈암은 일찍부터 글을 읽었는데, 어려서부터 기억력이 좋았고 글을 잘 지었다.

#### 수학과 소년기
이현일은 영남학파(嶺南學派)의 거두로 퇴계 이황(李滉)의 학풍을 계승한 대표적인 산림(山林)으로 꼽힌다. 9세 때 글을 지어 사람들을 놀라게 하였고, 어려서 외할아버지 장흥효에게 수학하였는데, 외할아버지 장흥효는 퇴계 이황의 고제자인 류성룡, 김성일 두 사람 모두에게서 수학한 학자로, 퇴계학파가 다시 서애학파와 학봉학파로 나뉘었지만 그 두 학파의 학통을 모두 계승한 인물로 인정되어 후일 그의 학문성은 서애 류성룡의 문도들, 학봉 김성일의 문도들 모두로부터 인정받았고, 학문은 영남 퇴계학파 내에서도 정통으로 인정되었다.
그는 일찍부터 제자백가를 고루 읽어서 경전과 자사(子史)로부터 율려(律呂)와 성력(聖曆)과 군사, 진법을 두루 통달하였다. 청년 때에는 지상(志尙)과 기개가 웅대하여 병자, 정묘 등 전란의 치욕을 씻고자 하였으나 나중에 마음을 돌려 육경(六經)을 비롯한 용학논맹(庸學論孟)과 정주(程朱)의 학설을 깊이 탐구하여 학문에 정진하였다.

### 학문 연구
1646년(인조 24) 초시에 합격하였으나 벼슬에 뜻이 없어 복시를 단념하고 내려와 향리에 칩거하며 학문 연구에 전념하였다. 1648년 다시 초시에 합격하였으나 역시 대과에 응시하지 않고 고향으로 내려왔다. 이후 성리학 학문 연구와 제자를 가르치며 많은 문인들과 학자들을 배출하였다. 그의 문인들 중에는 아들 이채, 조카 이만 외에 창설 권두경(權斗經), 이광정(李光庭) 등의 저명한 학자들이 있다.
1652년(효종 3) 중형 이휘일의 《홍범연의(洪範衍義)》 편찬에 참여하였으며, 1666년(현종 7) 경상도 지방의 남인 퇴계학파를 대표하여 송시열(宋時烈), 송준길(宋準吉) 등 서인의 기년복 예설(朞年服禮說)을 비판하는 상소를 올렸다. 여기에서 그는 효종이 왕위를 계승하였으니 장남의 예로서 상복을 입어야 하는 것이 당연함을 지적하고, 서인들이 왕가와 사대부가를 똑같이 보려 하는 것은 아니냐며 비판하였다. 이어 북인의 학통을 계승한 근기남인의 학설도 일부 비판, 송시열·허목(許穆)·윤선도(尹善道) 등의 예설(禮說)도 부분 비판하는 〈복제소(服制疏)〉를 작성하면서 정치적 의견을 나타내기 시작하였다.
1668년 아버지 이시명의 명으로 서울로 과거를 보러갔으나 낙방하였다.

### 정치 활동

#### 천거와 사양
1674년 학행으로 명성이 높아지자 허목, 윤휴, 권대운 등의 천거로 영릉참봉(寧陵參奉)에 천거되었으나 곧 아버지의 상을 당하여 사퇴하고 나아가지 않았다. 이듬해 장악원주부, 공조좌랑, 사헌부지평 등에 임명되었으나 역시 나아가지 않았다.
1676년(숙종 2)에 사직서참봉(社稷署參奉)에 제수되었으나 삼년상이 끝나지 않아 나아가지 않았다. 이어 장악원주부(掌樂院主簿), 이어 공조좌랑에 임명되었으나 상경하여 임금에게 사은(謝恩)하고 곧 고향으로 돌아왔다. 이어 사헌부지평에 제수되었으나 사양하고 나아가지 않았다.
그의 학문적 능력을 본 허목, 윤휴는 계속 그를 나오라고 하였다. 그러나 이면에는 근기 남인의 지도자였던 용주(龍洲) 조경(趙絅)과의 인연이 작용했다. 갈암의 부친 석계(石溪) 이시명(李時明)은 본래 파주에 살고 있던 용주 조경과 친분이 두터웠다. 갈암이 42세 때(1668) 부친의 명으로 서울로 과거를 보러가다가 돌아오는 길에 조용주를 만나보았고 그의 간정(簡靖)함과 온아(溫雅)함에 공경하는 마음이 생겨 인연의 끈을 맺었다고 한다.

#### 조정에 출사
그 뒤 숙종과 허목, 권대운, 윤휴 등의 거듭된 출사 요청으로 출사한다. 1677년(숙종 2년) 선무랑 장악원주부(掌樂院主簿)로 임명되어 부임하였다. 같은 해 공조좌랑(工曹佐郞)에 제수되어 비로소 중앙정계에 나아갔다. 그가 현명하고 학덕높은 지사로 천거되어 출사하자 인조 반정 이후 소외된 영남 남인들은 그에게 일말의 기대를 걸었다. 1678년에 공조정랑‧지평에 임명되었으며, 당시의 세 외척 가문(三戚家)의 용사의 부당함과 당쟁의 폐단 등을 논하였다. 또한 부패 관료의 척결과 외척의 권력 농단을 규탄하였고, 실력에 따른 바른 인재 등용을 상주하는 등 당대의 시폐를 해소할 것을 건의하였다.
이후 그는 숙종의 각별한 신뢰하에 1680년 경신환국(庚申換局) 때까지 공조정랑·사헌부지평 등을 역임했으며, 남인 정권의 한사람으로 참여하면서 영남 남인의 입장과 퇴계학파의 입장을 충분히 정계에 반영하려고 노력하였으나 북인 계열인 근기남인(近畿南人)과 다소 의견이 달라 실패하였다. 퇴계학파의 입장에서 이기이원론을 주장했지만 역시 실용주의 위주의 정책을 견지하던 근기남인에 의해 외면당하였다. 허목과 윤휴가 북인 계열 인사들을 조정에 천거하는 것도 그는 부당하게 여겼다. 이후 이현일은 근기남인이 주도하는 정국 운영에 대체로 비판적, 소극적인 입장을 견지하였다. 이때 그는 남인의 한사람이었지만, 퇴계학파의 정통 인사로서 청남이나 탁남과는 또다른 정파인 영남 남인의 입장을 대변하였다.

#### 이기일원론 비판
이후 칩거하면서 1686년에는 《홍범연의》를 속성(續成)하였으며, 1688년에 이이(李珥)의 사단칠정론(四端七情論)을 비판한 《율곡이씨사단칠정서변(栗谷李氏四端七情書辨)》을 지었다. 여기서 그는 이와 기가 하나라면 이(理)가 너무 허무한 것이 되어 만화(萬化)의 근본이 되지 못하니 잘못이라고 보았다. 또한 사단칠정론에서도 사단(四端)은 공(公), 칠정(七情)은 사(私)인데, 공에는 불선(不善)이 있어서는 안되므로 이발(理發)이요, 사에는 선(善)한 것도 있고, 불선한 것도 있으므로 기발(氣發)이니, 이와 기에서 나오는 것들 즉 이발과 기발의 구별이 있음은 당연하다고 하며 이이의 이기일원론 등을 정면 반박, 서인의 집중 공격을 받았다.
1688년(숙종 13년) 8월에 이이의 사단칠정론(四端七情論)을 비판한 《율곡사단칠정서변(栗谷四端七情書辨)》을 출간하였다.
1689년(숙종 15) 기사환국(己巳換局)으로 서인이 축출되고 남인이 다시 집권하면서 그는 남인의 유력 이론가이자 정치적 학문적 입지를 확대하는 데 중심적인 역할을 했는데, 유현(儒賢)으로 천거되어 봉열대부 성균관 사업(司業)을 비롯하여 이조참의·성균관좨주(祭主) 등 이 시기 산림·유현이 거치는 관직을 두루 역임하였으며, 초고속으로 승진하여 이조참판과 예조참판, 대사헌이 되어 정책결정 및 관원의 인사 등의 정무를 주관하였다.
갈암은 생전에 성균관 좨주의 역할에 큰 비중을 두었다. 그 직책을 사양하는 상소에서 그는 말했다.
| “ | 지금 받은 국자(國子) 사유(師儒)의 직임은 어찌 중대하고도 어려운 직임이 아니겠습니까? 위로는 오교(五敎)를 펴서 밝게 임금 섬기기를 도(道)로써 하는 의리를 알게 해야 하고, 다음으로는 고금의 사변(事變)을 말해주어 널리 들어서 도학(道學)을 갖추게 해야 합니다. | ” |

실록과 그의 문집에 그는 향촌사회를 반듯하게 하려는 강한 포부를 보였다. 그래서 전국적으로 향약(鄕約)을 실시하려는 정책을 세워 건의했지만 노론과 남인 세력 모두에게 채택되지 못했다.
이때는 기사환국(己巳換局)으로 남인이 집권하면서 그가 남인을 대표하는 산림(山林)으로 부름을 받아 경세의 포부를 펼쳤던 시기에 해당한다. 당시는 미수 허목과 백호 윤휴의 사거(死去) 후에 갈암은 남인을 대표하는 산림으로 추앙되어 존경을 받았다. 그는 남인의 이론가였지만 허목과 윤휴, 윤선도의 문인들로 구성된 근기남인은 그를 견제했다.

#### 인현왕후 폐위 전후
1689년 산림(山林)이라는 이유로 특별히 성균관사업(成均館司業)에 임명되었다. 이어 사헌부장령을 거쳐 통정대부로 특진, 공조참의에 임명되었으며, 이때 인현왕후(仁顯王后) 폐비 문제가 거론되자 당색은 달랐으나 국모를 함부로 폐하는 것의 부당함을 지적하고 사직소를 올렸으나 윤허되지 않았다. 그러나 인현왕후 폐위에 반대한 일로 근기남인들과 다소 마찰이 생기기도 했다. 또한 윤선도를 복권시키는 문제에 참여하지 않은 일로 근기남인과 마찰을 빚기도 했다.
그는 임술무옥의 신설(伸雪)과 희생자 및 연좌된 자들의 사면, 복권을 건의하였고, 6월에는 성균관좨주(祭酒)에 임명되어 겸 경연참찬관을 겸하여 경연(經筵)에 참석하였다. 이어 예조참판 겸 성균관좨주‧원자보양관(元子輔養官)에 겸임 제수되어 거듭 사임의 뜻을 표하였으나 윤허되지 않았다. 8월에는 사헌부대사헌 겸 성균관좨주 원자보양관에 올랐고, 9월에는 인현왕후를 위한 소를 올렸으나 왕의 윤허를 얻지 못하고 오히려 근기남인들에 의해 견제당한다. 11월에는 분황(焚黃)을 이유로 사직소를 올리고 고향으로 돌아갔다.

#### 인현왕후 보호와 오해
그는 인현왕후의 폐위의 부당함을 간하며 인목대비 폐모론과 폐비 윤씨 사건을 들어 국모를 폐할 수는 없음을 들었다. 그러나 뜻하지 않은 오해를 받게 된다. 1689년(숙종 15)에 재이(災異: 재앙이 되는 괴이한 일)로 인한 구언(求言)에 응한 상소 내용 중 폐비 인현왕후(仁顯王后)를 별궁에 거처케 하여 보호해야 한다는 상소문 몇 구절(自絶于天) 때문이었다. 서인들은 그가 폐비를 반대하고 별궁에 거처를 마련해서 보호해야 된다는 구절을 문제삼아 그가 인현왕후 폐비 여론을 주도한 것으로 몰고 갔다.
본의와는 상반되게 인현왕후를 모해하고자 한 것으로 몰려 마침내 노론에 의해 '명의죄인(名義罪人)'으로 낙인 찍히게 된다. 노론은 광해군과 이이첨의 인목대비 폐모론과 같은 것으로 엮어서 그를 중상비방하였다. 평생은 물론 사후에까지 명의를 지킨 인물로 존경을 받은 도학자가 도리어 명의의 죄인으로 낙인 찍히게 되었다.

#### 인사권 장악
1690년(숙종 15년) 이조참판을 거쳐 세자시강원찬선에 임명되어 세자책례(世子册禮)에 참석하였고, 다시 대사헌, 이조참판에 거듭 임명되었으나 서인들과의 갈등, 근기남인들과의 갈등, 청남과의 갈등 등으로 그때마다 사직 상소를 내었다. 그러나 숙종은 그가 퇴계 이황의 학문적 적통임을 인정하여 그를 신뢰, 어떻게든 조정에 붙여두려 하였다.
1692년에 다시 사헌부대사헌에 임명되었으며, 거듭된 청을 이기지 못하고 취임하였다. 그는 왕에게 소를 올려 승보(陞補)·학제(學製)·도회(都會)·잡과(雜科) 등의 제도를 폐지하고 학문·덕행·문예를 주로 한 정자학교(程子學校)의 제도를 따를 것을 주장하여 과거 제도에 개혁을 가하였다. 또한 과거 시험이 일부 특권층 자제들끼리 학연과 인맥 등 매관매직과 연줄로 합격자를 결정하고, 대신 사람을 보내서 과거를 보게 하는 등의 과거 부정이 공공연한 것을 들어 감독을 강화하고 이를 적극 시정, 개혁할 것을 건의하였다.
이어 그는 경신무옥(경신환국)과 임술무옥의 희생자들에 대한 신설, 사면 등을 건의하고 고향으로 돌아갔다. 이어 병조참판에 제수된 뒤 자헌대부(資憲大夫) 의정부우참찬에 임명되어 상경하고, 이어 이조판서가 되어 조정의 인사권을 장악하였다. 그러나 서인의 견제는 물론 집권 남인들로부터도 경연에 전념해 달라는 요구로 실권에서 배제되는 정치적 견제를 받았다. 따라서 갈암이 꿈꾸었던 도학적 경세제민의 포부는 이룰 수 없었다.

### 유배와 최후

#### 유배와 이배, 저술 활동
1694년(숙종 19년) 4월 인현왕후가 복위된 뒤 옥에 갖혀 온갖 고초를 겪었으며, 갑술환국(甲戌換局) 때 득죄한 조사기(趙嗣基)를 극력 변호, 신구하다가 서인 사간원과 사헌부의 탄핵을 받고 함경북도 홍원현으로 유배되었다. 그러나 유배지가 편하다는 이유로 다시 서인 안세징(安世徵)의 탄핵을 받고 이어 서인 사간원, 사헌부로부터 계속 탄핵당하여 결국 종성군에 이뱌되었으며 곧 위리안치(圍籬安置)당했다. 그러나 그는 유배지에서도 좌절하지 않고 그의 명성을 듣고 찾아온 학동과 청년들에게 글을 가르치며 《수주관규록 (愁州管窺錄)》지었다.
이듬해 퇴계학파의 입장에서 조식(曺植)을 비롯한 선배 유자들의 학설을 비판, 반박한 《수주관규록 (愁州管窺錄)》을 완성하였다. 1697년(숙종 23년) 봄에 《돈전수어(惇典粹語)》를 편찬하였다.
1697년에 고령을 이유로 감형되어 그해 5월 호남의 광양현으로 유배지가 바뀌었다. 이곳에서 갈암은 53일간의 육로와 뱃길을 통해 7월 15일 전라남도 광양으로 왔고, 1698년 3월 섬진강변 영해군 갈은리(葛隱里)로 이배되었으며, 이곳에서 다시 그의 명성을 듣고 찾아온 후학들을 가르치기 시작했다. 1699년 2월에 방귀전리(放歸田里)의 명이 내려저 풀려나 향리로 돌아갔다.

#### 석방과 최후
1700년 4월에는 안동의 임하현 금소역(琴詔驛)에 이거하였다가, 여기에서 북쪽으로 조금 떨어진 금양(錦陽)에서 집을 짓고 문인들을 받아들여 제생(諸生)을 강학하였다. 1701년(숙종 27년) 8월 인현왕후가 사망하자 석방명을 환수하였으나, 압송되지는 않았다.
그 뒤 향리에서 성리학 학문 연구와 후학 양성에 전념하였다. 영남학파(嶺南學派)의 거두로 이황(李滉)의 학통을 계승하여 이황의 이기호발설(理氣互發說)을 지지하고 율곡 이이(李珥)의 학설을 반대하였다. 저서로는 문집《갈암집 (葛庵集)》, 돈전수어(惇典粹語), 충절록(忠節錄), 비평서 《수주관규록 (愁州管窺錄)》, 《신편팔진도설(新編八陳圖說)》, 율곡이씨사칠서변(栗谷李氏四七書辨) 등을 남겼다. 또 중형 이휘일(李徽逸)과 공동으로 지은 공편서 《홍범연의 (洪範衍義)》도 있다. 이이의 학설인 이기일원론 등을 정면으로 비판한 율곡이씨사칠서변이 간행되자마자 서인에서 다시 그를 성토하였다.
그는 영남학파(嶺南學派)의 정통으로 추앙받았으며 이황의 학통을 계승해 많은 문하생들을 길러냈고, 이황의 이기호발설(理氣互發說)을 지지하며 이이(李珥) 등의 학설을 반대하였다. 1703년 7월에는 《존주록(尊周錄)》을 편찬하였다. 1704년에 영해군 인덕리(仁德里)로 이주하였다가 안동군 금소로 돌아와 금양에서 요양하였다. 1704년 10월 안동군 임하면 금소리 금양재사(錦陽齋舍)에서 병으로 죽었다. 사후 시신은 영해군 금양에 매장되었다. 당시 그의 나이 향년 77세였다.

### 추탈과 복권
1710년(숙종 36)에 죄명이 풀리고 이듬해 복관되었다가 환수되었다. 1718년 영해의 인산서원(仁山書院)에 제향되었으며, 영조 때는 그의 신원을 청하는 문인들이 처벌받기도 했다. 그의 사면, 복권운동에 적극 나선 제자 김성탁은 유배를 당하여 그곳에서 세상을 떠났다.
1720년(경종 즉위년) 다시 복권되었다가 1728년(영조 5년) 소론과 남인이 거세당하면서 추탈당했다. 1795년(정조 19년) 10월 정조의 특명으로 복관되었다가 정조 사후 1801년(순조 즉위년) 노론에 의해 다시 추탈되었다. 1853년(철종 4)에 다시 복관되었다가 환수되었다. 묘소는 본래 금양 북록(北麓)에 있었으나 1705년(숙종 31) 영해군 신사동(新寺洞)으로 이장했다가 1833년(순조 33) 영해군 창수면 서인량리(현 경상북도 영덕군 창수면 인량리) 행정(杏亭)으로 재차 이장하였다.
1853년(철종 4)에 다시 복관되었다가 환수되었다. 1871년(고종 8)에 문경(文敬)이라는 시호가 내려졌다가 환수되었으며, 1873년 복권 여론이 나오자 노론의 강경파인 화서학파 최익현, 김평묵의 결사반대로 무산되었다. 1909년(융희 3년)에 관직과 시호가 모두 회복되었다.

### 사후
1705년 1월 안동 금소리 금양 북쪽 기슭에 매장했다가, 1706년 안동 남쪽 영해군 신사동 언덕으로 옮겼고, 1832년(순조 32) 영해 서쪽 인량리 행정(杏亭) 사향(巳向) 언덕에 정부인과 합장했다. 신도비는 묘소 로 가는 길가에 있다.
인현왕후를 보호하려던 본의와는 상반되게 인현왕후를 모해하고자 한 것으로 몰려 마침내 '명의죄인(名義罪人)'으로 낙인 찍히게 된다. 뿐만 아니라 그의 저술 역시 금서(禁書)를 넘어 흉서(凶書)로 간주돼 간행하거나 보는 이 모두를 동일한 죄인으로 취급한 것이 사후 200년 동안 계속됐다. 그의 문하에서는 수많은 문인들이 배출되었으며, 퇴계학은 아들 밀암(密菴) 이재(李栽)를 거쳐 외증손인 대산 이상정(李象靖)에게 이어졌다. 이상정의 문인인 정재 유치명 등을 거쳐 다시 학봉 김성일의 종손인 서산 김흥락 등으로 학통이 이어진다.
그는 퇴계학파의 정통으로 인정받았음에도 그가 율곡 이이의 이기일원론을 정면 비판하였기에, 당시의 집권당인 서인과 노론은 그를 경멸하였다. 사후에도 노론 치하에 박해를 받아 관직과 증직, 사후에 내린 시호를 여러번 거두어 들이기까지 했으며 문집을 간행했을 때 관할 수령을 파면시키고 수거하여 불살랐다. 그러나 영남에서는 그의 문인들이 계속 후학을 양성하였고, 그의 학문은 계속 이어졌다. 1909년(융희 3년) 이후에야 그의 학문이 본격적으로 알려지기 시작하였다.
유배지에서 풀려나 후진양성을 하다 죽은 안동 금소에는 초대 부통령 이시영의 글씨로 새겨진 갈암 선생 금양유허비가 서 있다. 갈암의 정자는 영양군 석보면 주남리에 남악정(南嶽亭)이 있다.

## 사상적 관점
이현일은 퇴계학파의 적통이자 퇴계학설의 가장 급진적인 옹호자였다. 그는 퇴계 학설의 무오류설을 주장하였는데 조목(趙穆), 김성일(金誠一), 류성룡 등 퇴계의 제자들은 퇴계의 이기호발설(理氣互發說)이 옳다고 여겨 별다른 언급을 하지 않았다. 그러나 류성룡이나 김성일은 퇴계의 학설을 절대 진리로 간주하지는 않았다. 오히려 조식의 학통을 부분 계승한 장현광(張顯光)나 류성룡의 문인인 정경세(鄭經世) 같은 이들은 오히려 율곡 이이(栗谷李珥)의 기발이승설(氣發理乘說), 이기일원론을 수긍하는 입장이었고, 퇴계학설에 우호적이었던 성혼의 견해를 존중하는 분위기였다. 기호지방에서는 이이, 성혼의 사후 16세기에 이르러 이이의 견해가 지배적이 되었다. 이러한 상황에서 갈암은 이이의 주장을 공격하고 이황의 이기이원론, 이기호발설이 진리임을 적극 옹호하기 시작한 인물이 이현일이었다.
이현일은 이이의 주장대로 이와 기가 하나라면 이(理)가 너무 허무한 것이 되어 만화(萬化)의 근본이 되지 못하니 잘못이라고 보았다. 또한 사단칠정론에서도 사단(四端)은 공(公), 칠정(七情)은 사(私)인데, 공에는 불선(不善)이 있어서는 안되므로 이발(理發)이요, 사에는 선(善)한 것도 있고, 불선한 것도 있으므로 기발(氣發)이니, 이와 기에서 나오는 것들 즉 이발과 기발의 구별이 있음은 당연하다고 주장하였다.
이현일은 이이에 대한 적극적인 비판으로 인해 이이의 제자가 주축이 된 서인들에게는 요주의 인물로 낙인찍히게 되었다. 허목과 윤휴, 윤선도가 율곡 이이를 승려, 도가적 사상을 가진 인물이란 공격을 한 것에 신경질적으로 대응하던 서인들은 이현일의 이이 비판에 강경하게 대응하였다. 서인들은 이현일의 학문을 철저히 폄하, 매장하고자 하였다. 서인들은 그를 향해 '이현일은 학문이 무엇인지도 모른다.', '선비의 이름을 칭탁하여 아름다운 벼슬을 차지하고 부름이 있으면 곧 행하였다.', '강연에서는 시론에 영합하여 그릇되고 어리석은 말이 많았다.'등의 비난을 했고, 이를 그대로 숙종실록 등 왕조실록에 기술하였다.

## 저서
- 《갈암집 (葛庵集)》
- 율곡사칠변(栗谷四七辨)
- 홍범행의(洪範行義), 형 이휘일과의 공저
- 돈전수어(惇典粹語)
- 존주론(尊周論)
- 신편팔진도설(新編八陳圖說)
- 영모록(永慕錄)
- 충절록(忠節錄)
- 존주록(尊周錄)
- 성유록(聖諭錄)
- 비평서 《수주관규록 (愁州管窺錄)》
- 율곡이씨사칠서변(栗谷李氏四七書辨)

### 작품
- 화개과정일두유허(花開過鄭一蠹遺墟)
- 등악양루유허(登岳陽樓遺墟)

## 가족 관계
- 할아버지 : 이함(李涵)
  - 백부 : 이시청
    - 사촌 : 이신일(李莘逸)

  - 삼촌 : 이시형(李時亨)
    - 사촌 ; 이전일(李傳逸)
    - 사촌 : 이후일(李後逸)

  - 삼촌 : 이시성(李時成)
    - 사촌 : 이휘일(李徽逸, 둘째 형이나 삼촌 이시성의 양자로 갔다, 1619 - 1672)

  - 삼촌 : 이시진(李時震)
    - 사촌 : 이덕생(李德生)
- 아버지 : 이시명(李時明)
- 어머니 : 광산 김씨(光山金氏) 검열(檢閱) 김해(金垓)의 딸, 아버지 이시명의 본부인
  - 이복 형 : 이상일(李尙逸, 1611 - 1678)
  - 이복 형수 : 풍산 류씨, 류진(柳袗)의 딸, 류성룡의 손녀
  - 이복 누나 : 재령 이씨
  - 이복 매부 : 여국헌(余國獻)
- 어머니 (생모) : 정부인 안동 장씨(貞夫人 安東 張氏, 1598년 - 1680년), 학자 경당 장흥효의 딸
  - 형 : 이휘일, 삼촌 이시성의 양자로 출계
  - 동생 : 이숭일(李嵩逸, 1631 - 1698)
  - 제수 : 조씨, 조정헌(趙廷헌)의 딸
  - 제수 : 오씨, 오이건(吳以健)의 딸, 이숭일의 후처
  - 동생 : 이정일(李靖逸, 1635 - 1704)
  - 제수 : 남씨, 남필대(南必大)의 딸
  - 동생 : 이융일(李隆逸, 1636 - 1698)
  - 제수 : 김씨, 김초(金礎)의 딸
  - 동생 : 이운일(李雲逸)
  - 제수 : 권씨, 권적(權積)의 딸
  - 여동생 : 재령이씨
  - 매부 : 김영(金영)
  - 여동생 : 재령이씨
  - 매부 : 김이(金怡)

- 부인 :
- 부인 : 정부인(貞夫人) 무안 박씨(務安朴氏)
  - 아들 : 이연(李연)
  - 며느리 : 김씨, 김묵(金默)의 딸
  - 아들 : 이구(李구)
  - 며느리 : 김씨, 김초(金礎)의 딸
  - 아들 : 이재(李栽, 호는 밀암(密庵), 1657년 ∼ 1730년)
  - 며느리 : 의성 김씨(義城金氏), 김학규(金學逵)의 딸
  - 아들 : 이심(李심) 자(字) 계간(季幹)
  - 며느리 : 조씨(趙氏)

- - 딸 : 재령이씨
  - 사위 : 김이현(金以鉉)
  - 딸 : 재령이씨
  - 사위 : 홍억(洪億)
  - 딸 : 재령이씨
  - 사위 : 김대(金岱)

- 첩 : 이름 미상
  - 서자 : 이?(李?)
  - 서자 : 이?(李?)
  - 서자 : 이반(李槃)

- 외할아버지 : 장흥효(張興孝, 1564년 ~ 1634년)
- 외증조부 : 장팽수(張彭壽)

## 같이 보기
| - 예송 논쟁 - 남인 - 퇴계학파 - 이황 - 장흥효 - 이휘일 - 이시명 - 장계향 - 류성룡 - 김성일 - 병호시비 | - 이이 - 조식 - 정구 - 장현광 - 허목 - 윤휴 - 윤선도 - 허적 - 김장생 - 송시열 - 송준길 | - 강필효 - 이우칭 - 이주좌 - 이명박 - 이재오 |

## 관련 문화재
- 갈암종택 - 경상북도 기념물 제84호

## 참고 문헌
- 갈암집(葛庵集)
- 인물고(人物考)
- 인조실록(仁祖實錄)
- 숙종실록(肅宗實錄)
- 국조인물고(國朝人物考)
- 승정원일기(承政院日記)

## 관련 서적
- 국립문화재연구소, 《종가의 제례와 음식》(국립문화재연구소, 김영사, 2005)
- 송지향, 《안동향토지》(대성문화사, 1983)
- 김학수, 갈암 이현일 연구:경세론과 학통관계를 중심으로 (한국학중앙연구원, 1996)
- 안유경, 《갈암 이현일의 철학사상:이현일의 성리학 연구》 (한국학술정보, 2009)
- 한국학술정보 편집부, 《갈암 이현일 문집》 (한국학술정보, 2006)